# Omar McLeod
Omar McLeod (Kingston, 25 aprile 1994) è un ostacolista giamaicano, campione olimpico dei 110 metri ostacoli a Rio de Janeiro 2016.
Oltre al titolo olimpico di Rio de Janeiro 2016 vanta anche un titolo mondiale a Londra 2017, nonché un titolo mondiale indoor nei 60 metri ostacoli a Portland 2016. Di entrambe le specialità è inoltre l'attuale primatista giamaicano.

## Record nazionali

### Seniores
- 60 metri ostacoli indoor: 7"41 ( Portland, 20 marzo 2016)
- 110 metri ostacoli: 12"90 ( Kingston, 24 giugno 2017)

## Palmarès
| Anno | Manifestazione  | Sede           | Evento   | Risultato | Prestazione | Note             |
| ---- | --------------- | -------------- | -------- | --------- | ----------- | ---------------- |
| 2015 | Mondiali        | Pechino        | 110 m hs | 6º        | 13"18       |                  |
| 2016 | Mondiali indoor | Portland       | 60 m hs  | Oro       | 7"41        | Record nazionale |
| 2016 | Giochi olimpici | Rio de Janeiro | 110 m hs | Oro       | 13"05       |                  |
| 2017 | Mondiali        | Londra         | 110 m hs | Oro       | 13"04       |                  |
| 2017 | Mondiali        | Londra         | 4×100 m  | Finale    | dnf         |                  |
| 2019 | Mondiali        | Doha           | 110 m hs | Finale    | dq          |                  |